# Siegfried Brietzke
Siegfried Brietzke   (Rostock, 12 de juny de 1952) és un remer alemany, ja retirat, que va competir sota bandera de la República Democràtica Alemanya durant la dècada de 1970.
El 1972 va prendre part en els Jocs Olímpics d'Estiu de Múnic, on guanyà la medalla d'or en la prova del dos sense timoner del programa de rem. Formà parella amb Wolfgang Mager. Quatre anys més tard, als Jocs de Mont-real, guanyà la medalla d'or en la prova del quatre sense timoner. Formà equip amb Andreas Decker, Stefan Semmler i Wolfgang Mager. El 1980, a Moscou, va disputar els seus tercers Jocs, on revalidà la medalla d'or en la prova del quatre sense timoner. En aquesta ocasió formà equip amb Jurgen Thiele, Decker i Semmler.
En el seu palmarès també destaquen cinc medalles al Campionat del Món de rem, quatre d'or i una de plata, sempre en el quatre sense timoner, entre les edicions de 1974 i 1979.
Una vegada retirat passà a exercir d'entrenador fins al 1988 i fou membre del Comitè Olímpic de la RDA entre el 1981 i 1990 i posteriorment del Comitè Olímpic de l'Alemanya reunificada fins al 1993. Fou relacionat amb el dopatge i el 2013 es va fer públic que havia estat membre de la Stasi i que sota el nom en clau "Charlie", la seva funció era controlar altres atletes i denunciar possibles dissidències.